# Давід Скокан
Давід Скокан (словац. Dávid Skokan; 6 грудня 1988 у м. Попрад, ЧССР) — словацький хокеїст, центральний нападник. Виступає за «Слован» (Братислава) у Словацькій Екстралізі.
Вихованець хокейної школи ХК «Попрад». Виступав за ХК «Попрад», «Рімускі Оушеанік» (QMJHL).
У складі національної збірної Словаччини провів 2 матчі. У складі молодіжної збірної Словаччини учасник чемпіонатів світу 2006, 2007 і 2008.
Досягнення
- Чемпіон Словаччини (2012).